# Vissarion Djougachvili
Pour les articles homonymes, voir Vissarion (homonymie) et Djougachvili.

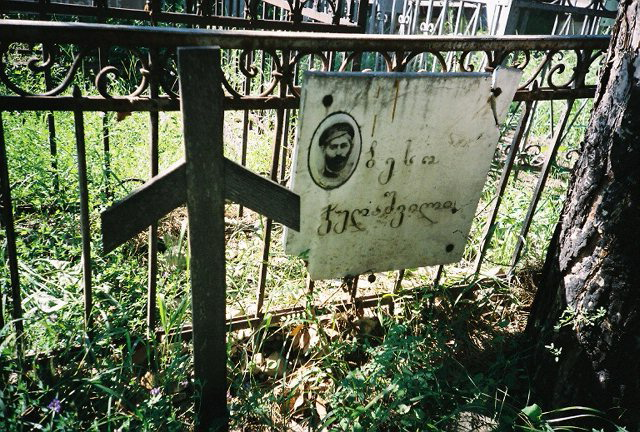
Tombe de Vissarion Djougachvili au cimetière de Telavi, Géorgie

Vissarion Ivanovitch Djougachvili (en géorgien : ბესარიონ ჯუღაშვილი, en russe : Виссарион Иванович Джугашвили), surnommé « Besso », né à Didi Lilo en Géorgie vers 1850 et mort le 12 août 1909 (25 août dans le calendrier grégorien) à Tiflis, est un ouvrier cordonnier et le père de Joseph Staline. Son patronyme serait dérivé du village géorgien de Djougaani (ჯუგაანი), d'où sont originaires ses ancêtres.

## Biographie
On ne sait pas grand chose du père de Staline, puisque les témoignages écrits dans les villages géorgiens sont très rares : la communication orale prédominait. Bezo comme on le surnommait était un homme brutal. Originaire de Didi Lilo, un petit village géorgien, il serait né dans une famille orthodoxe paysanne vers 1850 ; certains auteurs lui donnent des origines ossètes. Son père s'appelait Vano (Ivan) et il avait un frère Georgy.
Le professeur Irémachvili a déclaré que Vissarion était « un homme inculte et brutal, comme tous les Ossètes des hautes montagnes du Caucase ». Cette grossière affirmation, raciste à l'égard du peuple ossète, n'est pas recevable : le peuple ossète est le descendant de l'antique peuple des Alains. C'est un peuple montagnard, vivant du pastoralisme, qui s'est ensuite sédentarisé dans le Caucase.
Selon Arsoshvili, Vissarion n'aurait pas eu les moyens de payer une taxe et dut déménager pour chercher un emploi. Certains pensent qu'il aurait travaillé dans une fabrique de pavés et d'autres qu'il tenait encore des vignes à Didi Lilo et qu'il y aurait rencontré Ekaterina Gavrilovna Gueladzé (1858-1937) lors d'une foire aux vins. Ils se marient peu de temps après, le 30 mai 1872.
De cette union, deux de leurs enfants sont morts en bas âge, Mikhaïl et Gueorgui : cela affecte profondément la famille. Vissarion s'enivre et bat son épouse, qui serait de nature volage. À une date indéterminée, ils quittent Didi Lilo pour s'installer à Gori, un bourg de 6 000 habitants, dans la rue Sobornaïa. Vissarion travailla dans la cordonnerie Adelkhanov à Tiflis. Staline n'évoqua que très rarement son père, uniquement pour se faire le fils d'un « ouvrier à la cordonnerie de Tiflis ». Selon Boris Souvarine, deux orteils du pied gauche palmés (prouvé) et une main gauche infirme (non prouvé) du dictateur viendrait d'une « hérédité alcoolique ». En 1883, il quitta la maison familiale pour aller vivre à Tiflis. Apprenant que son fils Iossif gagnait 5 roubles par mois, il tenta de lui extorquer de l’argent, mais fuit quand son fils le menaça d’appeler le gardien.

## La mort de Vissarion
Les circonstances et la date du décès de Vissarion sont longtemps restées douteuses. Une première version, celle de la fille de Staline, Svetlana Allilouïeva, explique dans une de ses lettres que son grand-père serait mort dans une bagarre de taverne en 1890 ou en 1909. Une seconde version, officielle et soviétique, prétend qu'il serait mort de causes naturelles en 1906. D'autres éléments contredisent ces versions : un rapport de police faisant suite à l'arrestation de Staline en 1909 rapporte : « Joseph Vissarionovitch Djougachvili est originaire d'une famille géorgienne paysanne. Son père a 55 ans et sa mère s'appelle Ekaterina… ». En 1912, Staline déclara : « papa est mort et maman vit encore à Gori ».
Suivant l'historien Simon Sebag Montefiore dans son ouvrage paru en 2007 sur la jeunesse de Staline, Vissarion est mort le 12 août 1909 selon le calendrier julien - 25 août 1909 suivant le calendrier grégorien - à l'hôpital Mikhaïlovski, à Tiflis, de tuberculose, colite et pneumonie chronique.

## Théories sur une autre origine paternelle
Certains auteurs, en reprenant une série de témoignages, parlent aujourd'hui d'une origine paternelle différente pour Joseph Staline qui pourrait être le fils d'un pope, du comte Iakov Egnatachvili — dont Staline protégea ultérieurement les fils, ses amis —, ou encore de l'explorateur Nikolaï Prjevalski,,. Staline fit frapper en 1946 une médaille au nom de Prjevalski, et ré attribua son nom à une ville débaptisée par Lénine, bien que l'explorateur fut considéré comme « un ennemi de classe ». En 1878, tombé malade, ce dernier séjourna à Gori pour suivre une convalescence. Il y fut accueilli par le prince georgien Maminoshvili qui lui proposa le service de Ekaterina, femme tombée en plein dénuement à cause de la violence de son mari. Nikolaï et Ekaterina restèrent proches longtemps et après son départ celui-ci continua à lui envoyer de l'argent. Galina, la petite-fille de Staline, tout en ne croyant pas à cette ascendance, affirma être troublée par la ressemblance entre les deux hommes et confirma que Nikokaï Prjevalski envoya de l'argent à la mère de Staline pour élever son fils. En revanche, Donald Rayfield, qui rédigea une biographie de Prjevalski (Dream of Lhasa, the life of Nikolay Przhvalski, 1976) ne croit pas fondées ces rumeurs.
Plusieurs éléments pourraient faire penser que Vissarion ne fut pas le père naturel de Joseph Staline. D'abord le mystère longtemps entretenu sur la réelle date de naissance du dictateur : Staline affirma être né en décembre 1879, alors que son réel état civil atteste qu'il s'agit de décembre 1878. Voulut-il faire écarter tout soupçon sur l'hypothèse d'être l'enfant de Nikolaï Prjevalski, que sa mère fréquenta étroitement en étant à son service chez le prince Maminoshvili pendant la convalescence du célèbre explorateur à Gori en 1878 ?
Par ailleurs, certains arguent que Joseph fut toujours accueilli chaleureusement dans la famille Egnatachvili, dans laquelle sa mère a été ménagère et nourrice, et fit venir son frère Alexandre Egnatachvili au Kremlin alors qu'il détestait la noblesse. Même si elle reconnaît toujours Vissarion comme son arrière-grand-père, Galina, la petite-fille de Staline, a néanmoins reconnu une certaine ressemblance entre Egnatachvili et Staline. 
Dans un entretien avec Lilly Marcou en 1995, la petite-fille de Staline, Nadejda, prétend que Staline ne pouvait être le fils de Vissarion et que la photographie officielle de Vissarion était truquée puisque celui-ci n'aurait jamais été photographié. Stephen Kotkin émet aussi un doute sur l'authenticité de cette photo. Le portrait officiel de Vissarion pourrait être une falsification d'une photo de Staline, jeune homme.
Simon Sebag Montefiore remarque que la paternité des hommes célèbres fait souvent l'objet de rumeurs et légendes, et que rien n'accrédite celles-ci, ni celles-là.